# سبوخت
سبوخت یکی از نجیب‌زادگان مسیحی ایرانی در زمان حکومت شاهنشاه خسرو انوشیروان ساسانی (حک. ۵۳۱–۵۷۹) بود. او در بهار ۵۷۲ به قسطنطنیه فرستاده شد تا از امپراتور ژوستین دوم طلاهایی را که مقرر بود مطابق پیمان‌نامه صلح پنجاه‌ساله به عنوان باج به ایران بدهد، طلب کند. ژوستین با او همکاری نکرد و تمایل خود را برای آغاز جنگی دیگر ابراز نمود.